# Taraxacum disseminatum
Taraxacum disseminatum — вид квіткових рослин з родини айстрових (Asteraceae). Вид зростає в Європі: Данія, Норвегія, Швеція, Фінляндія, Нідерланди, Німеччина, Польща, Чехія, Угорщина; інтродукований до Англії, Уельсу, Шотландії, ПАР; це багаторічна рослина помірних біомів.